# Mory Street Military Cemetery
Mory Street Military Cemetery is een Britse militaire begraafplaats met gesneuvelden uit de Eerste Wereldoorlog, gelegen in de Franse gemeente Saint-Léger (Pas-de-Calais). 
De begraafplaats werd ontworpen door William Cowlishaw en ligt aan de Rue de Vaulx-Vraucourt op 640 m ten zuiden van het centrum (gemeentehuis). Ze heeft een nagenoeg vierkantig grondplan met aan de zuidwestelijke zijde een halfcirkelvormige uitsprong waarin het Cross of Sacrifice staat. De begraafplaats ligt hoger dan het straatniveau en wordt behalve aan de straatzijde afgebakend door een ruwe natuurstenen muur. De open toegang bestaat uit een trap die zich in twee splitst met in totaal zeventien opwaartse treden tussen natuurstenen bloembakken. 
De begraafplaats wordt onderhouden door de Commonwealth War Graves Commission en telt 66 graven.

## Geschiedenis
Mory en St. Leger werden midden maart 1917 door Britse troepen bezet. Een jaar later konden ze de dorpen ondanks een hardnekkige verdediging door de 40th en de 34th Divisions niet behouden maar aan het einde van de maand augustus werden de dorpen na zware gevechten door de 62nd (West Riding) en de Guards Division heroverd. In 1917 werden de eerste gesneuvelden op deze begraafplaats bijgezet die later flink werd uitgebreid. Nadien werden 48 Duitse en enkele Franse graven verwijderd. Op de begraafplaats worden nu 66 doden herdacht waaronder 5 niet geïdentificeerde. Voor 6 slachtoffers werden Special Memorials opgericht omdat hun graven door artillerievuur werden vernield en niet meer gevonden werden. 

### Onderscheiden militairen
- G.F.B. Handley, luitenant bij de Coldstream Guards werd tweemaal onderscheiden met het Military Cross (MC and Bar).
- sergeant A.H. Wade (Scots Guards) werd onderscheiden met de Distinguished Conduct Medal (DCM).
- de sergeanten T. Locke (Royal Field Artillery) en A.E. Hooper (Coldstream Guards) en korporaal T.E. Clifford (Coldstream Guards) werden onderscheiden met de Military Medal (MM).